# Sheykh Rajab
Sheykh Rajab (persiska: شیخ رجب) är en ort i Iran.   Den ligger i provinsen Östazarbaijan, i den nordvästra delen av landet, 500 km nordväst om huvudstaden Teheran. Sheykh Rajab ligger 1 522 meter över havet och antalet invånare är 825.
Terrängen runt Sheykh Rajab är huvudsakligen en högslätt. Sheykh Rajab ligger nere i en dal.Runt Sheykh Rajab är det ganska glesbefolkat, med 35 invånare per kvadratkilometer. Närmaste större samhälle är Bakhshāyesh, 9,0 km sydost om Sheykh Rajab. Trakten runt Sheykh Rajab består i huvudsak av gräsmarker.